# Сајлос (Монтана)
Сајлос (енгл. The Silos) насељено је место без административног статуса у америчкој савезној држави Монтана.

## Демографија
По попису из 2010. године број становника је 506.
| Група             | 2000.    | 2010.       |
| Белци             | 0 (0,0%) | 476 (94,1%) |
| Афроамериканци    | 0 (0,0%) | 4 (0,8%)    |
| Азијати           | 0 (0,0%) | 0 (0,0%)    |
| Хиспаноамериканци | 0 (0,0%) | 23 (4,5%)   |
| Укупно            | 0        | 506         |